# Mayrinhac-Lentour
Mayrinhac-Lentour là một xã thuộc tỉnh Lot trong vùng Occitanie phía tây nam nước Pháp.